# 大北立交

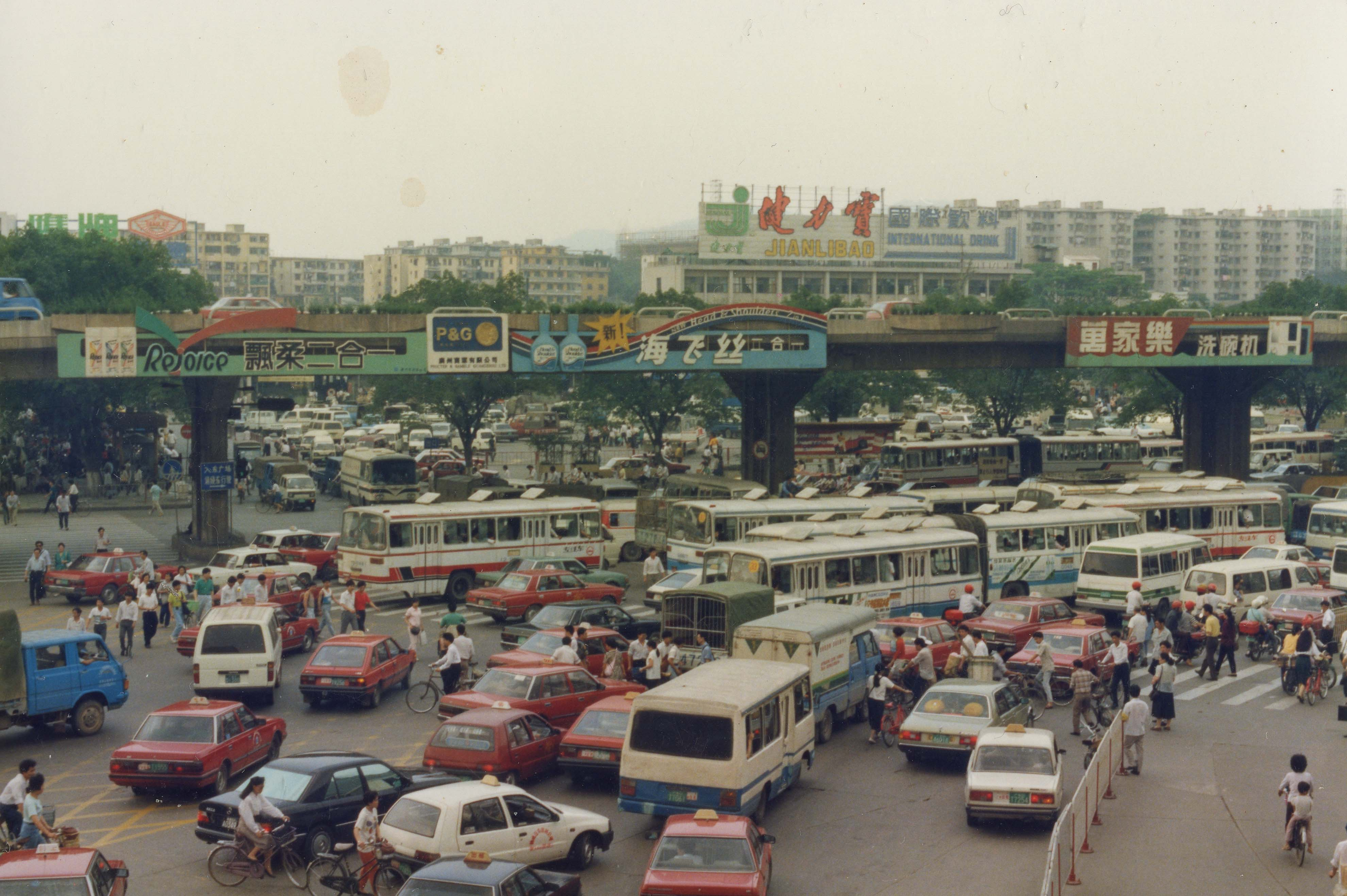
1991年遠眺廣州火車站東廣場，該處為人民北路右轉環市西路交匯處。大北立交橋上可見健力宝、飄柔、廣東万家乐的繁体字商標，以及海飞丝的簡體字商標。

大北立交是中华人民共和国廣東省广州市的第一座道路立交桥，是为配合白云机场而兴建，也是中国大陆第一座立交桥。

## 建成

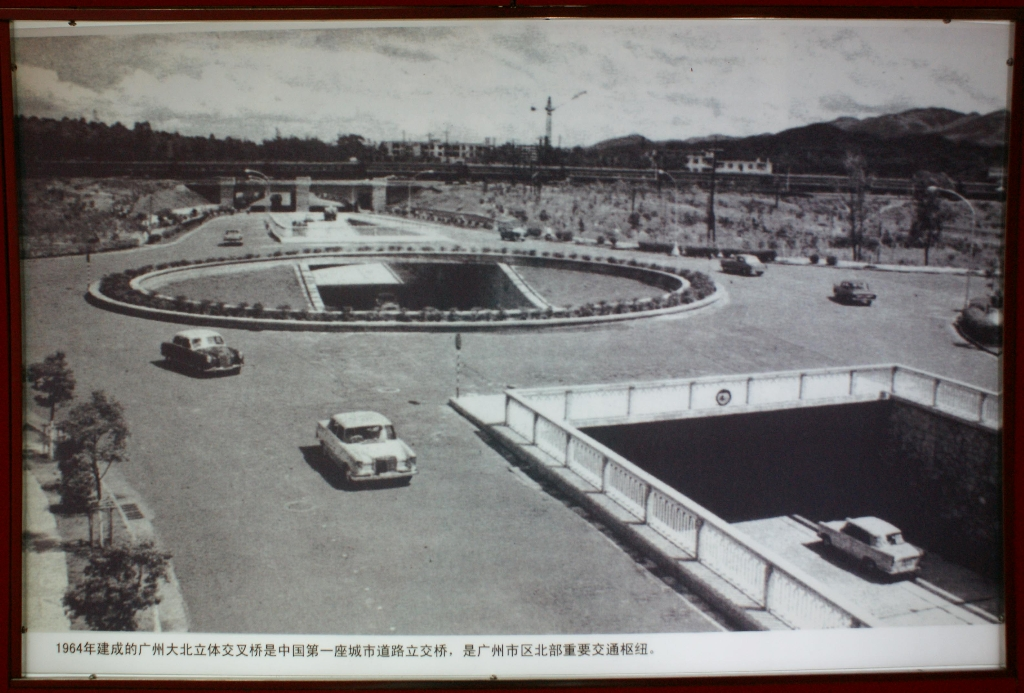
建成初期的大北立交

大北立交于1964年4月1日建成，它位于环市中路与环市西路交汇处，解放北路纵贯其间。该立交桥利用地势条件，采用下穿式的环形布置。南北走向解放北路在下穿越，车道宽14米，净高4.5米，两侧各有一引道接联环市中、西路；东西走向的环市路则以环形平面盘旋设计，当中设一直径40米的中空环形花岛，环岛周边道路宽15米。

## 扩建

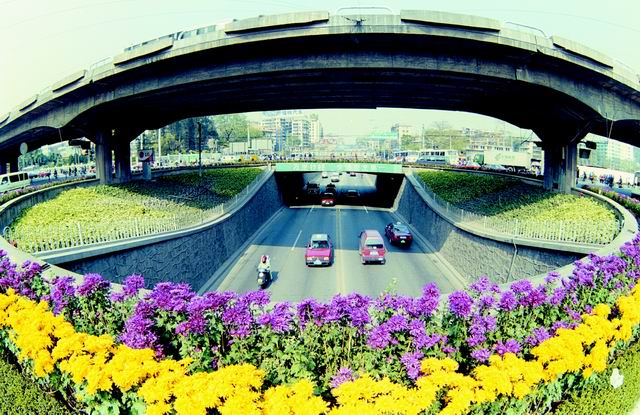
90年代的大北立交

1986年大北立交扩建，在原有基础上新兴建了一条东西走向双向四车道的大北高架路。大北高架路主线西起于广州火车站南侧、省汽车客运站对出的环市西路，在广州火车站正对出的马路上双向均设有一车道的岔道，跨越解放路后在东面的环市中路落地。大北高架路的建设补充了两层立交盘旋交叉的不足。

## 现状

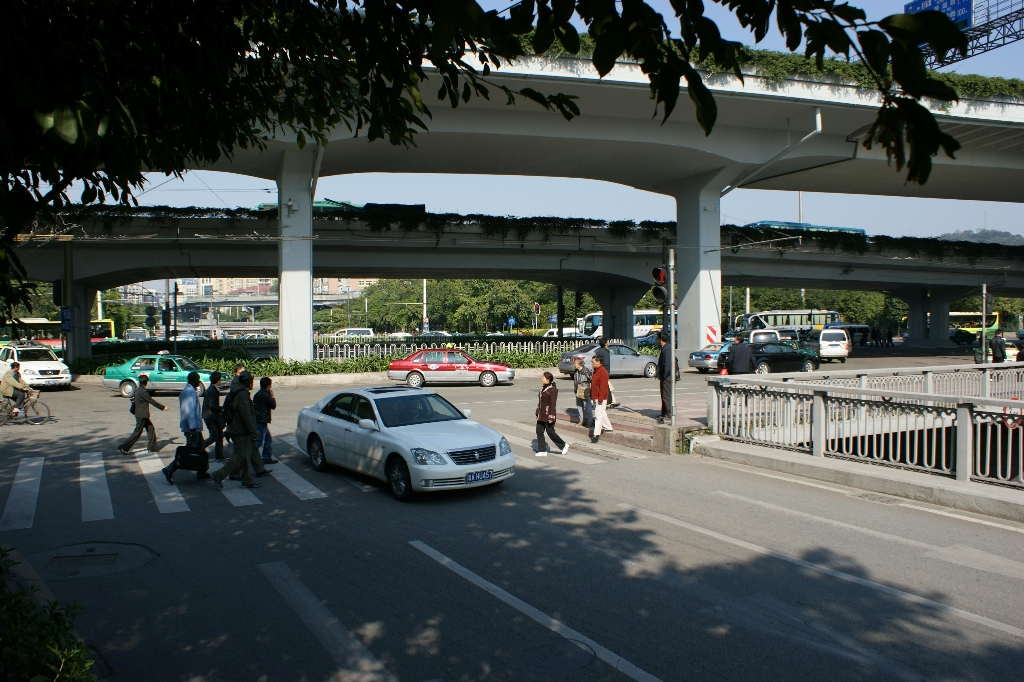
现在的大北立交

1997年内环路动工建设，对原有的大北高架进行了改造，将西边的引桥完全拆除后与内环路相连，将火车站对出路段的南侧的上桥岔道拆除，北侧岔道保留作为内环路出口，南边引桥则保留原状，改成单向三车道，在地面放置护栏与环市路隔离开来直至通向新建的内环路高架。至此，大北高架路成为了该段内环路西往东方向的一部分。
23°8′55.21″N 113°15′23.59″E / 23.1486694°N 113.2565528°E